# Rádió Cell
A Rádió Cell egy Celldömölkön fogható regionális kereskedelmi rádió volt 2006 és 2010 között.

## Vétele
Celldömölk FM 98,8

## Adása
8:00-tól 20:00-ig volt hallható Celldömölk környékén (2006-2009)

## Műsorainak jellemzői
Minden délelőtt zenés helyi és közérdekű független információs műsorral
Déltől - 14ig csak zene Minden du Különböző Tematikus Kultúra , Mozi, Autós Turisztikai
Valamint színes zenei Rap, Sláger, Magyar , Retro, Rock, Disco, nosztalgia zenék
és minden este élő kívánságműsorral jelentkezett
A város első és leghallgatottabb rádiója...